# Ulrich Peters
Ulrich Peters (Augusta, 2 luglio 1957) è un ex cestista tedesco.

## Carriera
Con la Germania Ovest ha disputato i Giochi olimpici di Los Angeles 1984 e due edizioni dei Campionati europei (1983, 1985).

## Palmarès
- Campionato tedesco: 3

ASC 1846 Gottinga: 1979-80, 1982-83, 1983-84
- Coppa di Germania: 1

ASC 1846 Gottinga: 1984